# Okenia nakamotoensis
Okenia nakamotoensis (Hamatani, 2001) è un mollusco nudibranchio della famiglia Goniodorididae.

## Distribuzione e habitat
Rinvenuta al largo dell'isola di Mayotte, nell'Oceano Indiano e in Malaysia.